# Becky Lucas
Becky Lucas es una comediante, escritora y presentadora australiana, conocida como comediante y por sus papeles en series de televisión australianas.

## Biografía
Lucas nació en Brisbane.

## Carrera profesional
Lucas fue finalista en el concurso Raw Comedy de 2013. En 2014 se mudó a Sídney . Desde entonces, Lucas ha realizado espectáculos de stand-up en solitario en la Ópera de Sídney y la Gala del Festival Internacional de Comedia de Melbourne .
En la televisión australiana, Lucas presentó un documental de ABC2 sobre la violencia doméstica en Australia titulado Big Bad Love en 2016. Protagonizó la serie de comedia de sketches Orange Is the New Brown y At Home Alone Together . Lucas también ha aparecido en Fancy Boy, Hughesy, We Have a Problem y Saturday Night Rove .
Lucas ha escrito para la serie de comedia de ABC Please Like Me y Squinters . También coescribió la comedia The Other Guy junto a su protagonista Matt Okine .
En 2018, Lucas publicó una broma en Twitter sobre la decapitación del primer ministro Scott Morrison, luego le suspendieron su cuenta de Twitter.
En 2019, Lucas abrió para Conan O'Brien en Sídney e hizo stand-up en su programa late-night Conan. O'Brien, a quien Lucas considera un ídolo, supuestamente le dijo "necesitas medicación" después de su actuación en Sídney.